# Josip Ivanović
Josip Ivanović (Sarajevo, 17. srpnja 1961.), hrvatski kipar.

## Životopis
Diplomirao je na Akademiji likovnih umjetnosti u Sarajevu 1988. godine. Dolazi u Dubrovnik gdje počinje njegovo stvaranje. Najčešći su mu motivi svetoga Vlaha, zaštitnika Dubrovnika. Poznat je i po posebnom načinu oblikovanja ženskih aktova. Međutim, najviše se ističe po tehnici izrade skulptura. 
Poznati hrvatski likovni kritičar Vlado Bužančić naziva je "alkemijskom": mrvljeno staklo i umjetna smola, često s dodatkom boja. Radio je na obnovi crkve svetog Vlaha nakon srpskocrnogorskog napada na Dubrovnik. Izradio je veliki broj nagrada (filmskih, turističkih...), spomenika, kazališnih scenografija. Imao je preko pedest samostalnih i skupnih izložbi u četrdesetak gradova zemlje i inozemstva.
O njegovu životu i radu snimljene su dvije dokumentarne emisije.